# Седамнаеста крајишка ударна бригада
Седамнаеста крајишка (рамска муслиманска) НОУ бригада формирана је 14. маја 1944. у селу Уздолу (код Прозора). Имала је 3 батаљона са око 500 бораца, претежно муслимана с подручја Прозора, Горњег Вакуфа, Фојнице и Коњица, због чега се у документима помиње и као 17. муслиманска бригада. До краја рата је у саставу 10. ударне дивизије. У дрварској операцији затвара правац којим су из долине Неретве продирали дијелови њемачке 369. дивизије. У другој половини јуна ојачава дејства 11. ударне дивизије у сјеверном дијелу средње Босне и између осталог учествује (27/28. јун) у нападу на Дервенту. Почетком јула вратила се на свој сектор и до марта 1945. дејствовала је у долини Неретве и Раме, рушила жељезничку пругу Сарајево—Мостар због чега је непријатељ ту пругу могао само повремено да употребљава. Бригада је у том периоду уништила 35 непријатељских транспората, а веома
често је нападала непријатељеве посаде на Иван-седлу, у Коњицу, Рами, Острошцу, Лисичићима и другим мјестима, одржавајучи долину Раме с Прозором, углавном, слободним. Попуњавана је и борцима из Травничког и Ливањско-дувањског НОПО. У фебруару 1945. Бригада је формирала 4. батаљон. Крајем марта и почетком априла 1945. учествује у борбама за ослобођење Сарајева (29. март — 6. априла), Зенице (11/12. април) и Карловца (1—6. мај). Од 10. до 14. маја води огорчене борбе са деловима њемачке 373. и остацима 7. СС Прин Еуген дивизије код Костањевице и учествује у разоружавању непријатеских јединица на том сектору. Одликована је Орденом заслуга за народ.